# Karl Schiller (Astronom)
Karl Friedrich Ernst Gustav Schiller (* 27. März 1882 in Deutz (Köln); † 26. April 1979 in Buchschlag) war ein deutscher Astronom.

## Leben
Karl Schiller wurde in Köln geboren, sein Vater war Postdirektor Paul Schiller, seine Mutter Katharina Schiller, geborene Hauser. Schiller besuchte das Lessing-Gymnasium in Frankfurt am Main und hörte als Schüler die Schülervorlesung des Physikalischen Vereins. Nach dem Abitur im Jahr 1900 studierte er Astronomie in Würzburg, Straßburg sowie Heidelberg, wo er 1906 über fotografische Helligkeiten und mittlere Örter von Plejadensternen promovierte. Karl Schiller war in der Folge an diversen Observatorien angestellt, darunter in den Jahren 1907 bis 1913 in der Direktor-Funktion an der Sternwarte Bothkamp. Schiller bekleidete in der Folge Stellen als Assistent, später als Observator an der Sternwarte Leipzig. 1946 wechselte er in die Funktion als Lehrbeauftragter an die Johann Wolfgang Goethe-Universität Frankfurt am Main, 1956 wurde er zum Honorarprofessor für Astronomie ernannt. Zusätzlich hatte er in den Jahren 1947 bis 1960 die Leitung des Astronomischen Instituts inne. In dieser Position beriet er den Physikalischen Verein bei der Planung des Wiederaufbaus der Sternwarte. Sein Nachfolger wurde 1960 Wolfgang Gleißberg.
Schiller wurde im Jahre 1906 zum Mitglied der Astronomischen Gesellschaft gewählt. Der Physikalische Verein ernannte ihn 1974 zu seinem Ehrenmitglied. Der Forschungsschwerpunkt des Verfassers zahlreicher Fachaufsätze galt insbesondere der Ortsbestimmung von Sternen.
Der passionierte Fotograf Karl Schiller heiratete im Jahre 1921 Else, geborene Thormeyer. Er starb im April 1979 im hohen Alter von 97 Jahren in Buchschlag.

## Publikationen
- Über eine Vervollkommnung der »Prismenmethode« bei Positionswinkelmessungen von Doppelsternen. in: Astronomische Nachrichten, Band 192. Akademie-Verlag, Berlin, 1912, S. 1–8.
- Beobachtungen von Doppelsternen zwischen 70◦ und 90◦ nördlicher Deklination am 29cm-Refraktor der Bothkamper Sternwarte. in: Astronomische Nachrichten, Band 195. Akademie-Verlag, Berlin, 1912, S. 465–484.
- Einführung in das Studium der veränderlichen Sterne. Joh. Ambr. Barth, Leipzig, 1923
- Mathematik, Astronomie, Geodäsie, Geophysik, Nautik, Meteorologie : [Jg. 1] ; Das Schrifttum d. J. 1924. Verlag [Geschäftsstelle] d. Börsenvereins d. deutschen Buchhändler, Leipzig, 1925
- Die Beobachtungen der Polarissima BD +89°1 am Straßburger Meridiankreis. Hirzel, Leipzig, 1937
- zusammen mit Hans Naumann: Zonenbeobachtungen der Anhaltssterne für die Wiederholung des A. G.-Kataloges an der Universitätssternwarte Leipzig. Hirzel, Leipzig, 1938